# Martina Schäfer (Schriftstellerin)
Martina Schäfer (Pseudonym Magliane Samasow; geboren am 6. April 1952 in Düsseldorf) ist eine deutsche Germanistin und Kulturhistorikerin der Feminismusbewegung, außerdem Komponistin. Sie forschte und publizierte auf dem Gebiet Gewaltprävention und vorgeschichtlicher Frauenforschung, und beschäftigte sich kritisch mit Theorien zum Matriarchat.
Unter ihrem Pseudonym publizierte sie in den 1990er Jahren feministische Science-Fiction und Phantastik sowie ein feministisches Liederbuch. Seit 2011 erschienen weitere Romane nun unter ihrem wirklichen Namen, meist Kriminalromane, die in einer vorgeschichtlichen Umgebung handeln.

## Leben
Schäfer ist Diplom-Pädagogin und promovierte 1986 in Germanistik an der Universität Bremen. Ein weiteres Studium der Ur- und Frühgeschichte in Köln schloss sie 2003 mit dem Magister ab. 2007 erwarb sie das Schweizer Schulleiterzertifikat.
Mit Heide Göttner-Abendroth gehörte sie 1986 zu den Mitbegründerinnen des Projekts Hagia, „eine Art matriarchale Privatuniversität“. Aufgrund methodischer Mängel der Forschungsarbeit des Projekts trennte sich Schäfer nach vier Jahren von der Forschungs- und Lebensgemeinschaft. Ihr Werk Die Wolfsfrau im Schafspelz. Autoritäre Strukturen in der Frauenbewegung (2001) kritisiert die feministische Matriarchatsforschung und deren autoritäre Strukturen.
Martina Schäfer lebt in St. Gallen, Schweiz, als freie Autorin.

## Positionen
Schäfer hält neuere Theorien zum Matriarchat für inspiriert von Ideologien in der Tradition rassistischer oder reaktionärer Theoretiker wie Arthur de Gobineau oder Joseph Campbell. Dies setze sich bei Bertha Eckstein-Diener, Josefine Schreier und Elizabeth Gould-Davis, aber auch bei feministischen Autorinnen wie Heide Göttner-Abendroth, Christa Mulack und Carola Meier-Seethaler fort.
Die Strukturen von Göttner-Abendroths „Akademie Hagia“ kritisierte sie als sektenähnlich.

## Zitat
„… um die Ziele der Frauenbewegung zu erreichen, braucht es Strategien, Duchsetzungsvernögen und inhaltsbezogene Kompetenz. Nicht ‚Magie‘ verändert die Welt, wie es in einem Buchtitel von Angelika Aliti heißt, sondern Arbeit, nicht ein ‚wilder Blick‘, wie es Luisa Francia vertritt, sondern Wissen, klares Durchschauen der Machenschaften anderer, Solidarität und gemeinsames Vorgehen. Doch in all diesen hochgelobten, auflagenstarken ‚Bauchnabelbüchern‘ findet sich kein Gedanke, der den Frauen heute bei diesen längst nicht abgeschlossenen Kämpfen hilft.“

## Bibliografie

### Romane
- als Magliane Samasow: Silberauge. Ein romantischer Science fiction. Edition Hagia, Winzer/Bayer. Wald 1989, ISBN 3-9802165-1-9.
- als Magliane Samasow: Die Tafeln der Maeve. Fantasy-Roman. Querverlag, Berlin 1996.
- als Magliane Samasow: In Teufels Küche. Kriminalroman. KBV, Hamm 1999.
- Jenseits der Inseln. epubli, Berlin 2011, ISBN 978-3-8442-0884-9.
- Mord im Pfahlbaudorf. Kriminalroman. Machandel Verlag, Haselünne 2017, ISBN 978-3-95959-051-8.
- Die Speerschleuder. Kriminalroman. Machandel Verlag, Haselünne 2017, ISBN 978-3-95959-079-2.
- Der Wessex-Dolch. Kriminalroman. Machandel Verlag, Haselünne 2018, ISBN 978-3-95959-103-4.
- Wüstenväter. Kriminalroman. Machandel Verlag, Haselünne 2019, ISBN 978-3-95959-147-8.
- Wundersames Leben eines Ohrenmenschen. Novelle. e-publi, Berlin 2019.
- Der Kamin. Kriminalroman. Machandel Verlag, Haselünne 2020, ISBN 978-3-95959-269-7.

### Erzählungen
- als Magliane Samasow: … und sie haben sich immer gewehrt. edition nebenan, Bad Münstereifel 1997.

### Liederbuch
- als Magliane Samasow mit Eunice Martins: Frauengesangbuch : 99 feministische Kontrafakturen und lesbische Parodien zum Selbersingen und Weiterdichten. Dem hochwohllöblichen Nutzen aller Frauen anvertraut von Magliane Samasow. Edition Nebenan, Velbert 1991, ISBN 3-9802165-2-7.

### Sachliteratur
- Feministische Fiktionen und literarische Traditionen eines autonomen feministischen Verlages, inhaltsbezogene Strukturanalyse an ausgewählten Texten des Frauenverlages „Frauenoffensive“ München. Dissertation Universität Bremen 1986.
- Vom Knochenmann zur Menschenfrau. Feministische Theorie und archäologische Praxis. agenda, Münster 1997.
- Die Priesterin im Wicca-Kult (= Schriften zur Religionswissenschaft Bd. 1). Nike, Berlin 1999.
- Die magischen Stätten der Frauen. Reiseführer durch Europa. Mit Fotografien von Regina Kühne. Hugendubel, München 2001, ISBN 3-7205-2121-4.
- Die Wolfsfrau im Schafspelz. Autoritäre Strukturen in der Frauenbewegung. Hugendubel, München 2001, ISBN 3-7205-2234-2; martinaschaefer.ch (PDF; 1,25 MB).
- Der Gewalt keine Chance! Leitfaden zur Prävention. Paulus, Bern 2004, ISBN 3-7228-0637-2.
- Brücken bauen. Ein Kursbuch zur interkulturellen Pädagogik. h.e.p.-Verlag, Bern 2008, ISBN 978-3-03905-417-6.
- Die Geschichte des Institutes für Ur- und Frühgeschichte an der Universität zu Köln, 1925–1985. e-publi, Berlin 2017 (Magisterarbeit Universität Köln).
- Keine Unendliche Geschichte: Prähistorische Archäologie an der Kölner Universität von 1925 bis 1945. In: Jürgen Richter (Hrsg.): 111 Jahre Prähistorische Archäologie in Köln. Verlag Marie Leidorf, Rahden/Westf. 2018, ISBN 978-3-86757-369-6, S. 18–29.

### Musikalische Werke und Erstaufführungen
- Missa ilamica. Cross-over-Messe, Müller & Schade, Bern 2011
- Benedikt von Nursia. Oratorium, Müller & Schade, Bern 2011
- Der Geist des Herrn, Pfingstlied für 4-stimmigen Chor und Orgel, Oberägeri 2015
- Würde zwischen Himmel und Erde, für 8-stimmigen Chor a.c., Köln 2016
- Veni Sancte Spiritus, Kanon, St. Gallen 2017
- Esurientes implevit bonis, für 8-stimmigen Chor und Streicher, Baden und Wil 2019